# Ge Hong
Ge Hong 葛洪, Gěhóng (283 – 343), nom public Zhichuan, surnom Baopu Zi, est un lettré chinois et auteur prolifique dont beaucoup de textes ne nous sont pas parvenus. Il est essentiellement connu pour l’intérêt qu’il porta à la poursuite de l’immortalité taoïste et ses recherches sur les techniques censées y mener, exposées dans le Baopuzi. Ce livre a eu une grande influence sur le développement de l’alchimie chinoise, de la pratique et de la pensée taoïste, et reste de nos jours un ouvrage de référence pour leur étude, malgré son abord ardu et l’aspect difficilement interprétable d’une partie de son contenu. Il offre également un intérêt philosophique et documentaire sur la société de l’époque.
Parmi les autres écrits qui restent de lui, on peut mentionner Biographies des divins immortelsainsi que des textes sur la médecine et la pharmacopée, intégrés dans des traités de médecine chinoise.
Ge Hong est connu dans la tradition chinoise comme un alchimiste, un médecin, un maître taoïste et un immortel. Il est parfois appelé Petit vieillard immortelen référence à son grand-oncle Ge Xuan, surnommé « le vieillard immortel ».
Bien que la date de 343 soit admise comme celle de sa mort par la plupart des historiens modernes, une tradition taoïste veut qu'il ait vécu jusqu'à 80 ans passés, ce que reflètent certaines biographies.

## Biographie

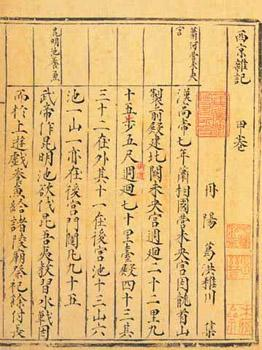
Biographie de Ge Hong dans les annales locales

Elle provient essentiellement de son autobiographie en postface du Neipian, portion ésotérique du Baopuzi, et de sa biographie officielle dans le Livre des Jin. Il serait né en 283 dans une famille de la haute société de Jurong, district de Danyang, province du Jiangsu, non loin de l’actuelle Nankin. De son propre aveu, il n’aimait ni les jeux d’enfants ni les études sérieuses. La mort de son père lorsqu’il avait douze ans et l’instabilité politique de l’époque diminueront ses possibilités de carrière. A 13 ou 14 ans il entre dans l’école de Zheng Yin,disciple de Ge Xuan déjà âgé de quelque 80 ans, qui offre un type d’enseignement en vogue à l’époque, mélange de classiques, d’astrologie, de divination et de techniques de longévité. Le maître dispensait une partie de son savoir de façon ésotérique, réservant certaines informations à certains disciples. Ainsi, Ge Hong lui-même ne fut-il autorisé à copier que quelques-uns des ouvrages de référence qu'il a mentionné dans le Neipian. 
En 303, il entame une courte carrière militaire et contribue à éteindre une rébellion. Les campagnes achevées, promu général, il projette de se rendre à la capitale (Luoyang) pour, dit-il, chercher des livres rares, mais peut-être était-ce dans l'intention de poursuivre sa carrière. Quoi qu'il en soit, une guerre intestine qui vient de se déclencher dans le Nord l’oblige à rester dans le Sud où il subsiste d’une façon ou d’une autre pendant 8 ans sur les monts Luofu dans le Guangdong, une des terres d'immortalité de la tradition taoïste. Il semble y avoir beaucoup écrit, le Baopuzi en particulier, et y est peut-être devenu disciple de Bao Jing (260-327), ancien fonctionnaire et alchimiste, qui lui donna sa fille en mariage.
Il rentre dans sa région d’origine en 314 et pourrait avoir été au nombre des clients gratifiés d’une fonction honorifique par le Prince de Langya, Sima Rui (276-322), qui déplaça la cour à Jiankang près de Nankin à la chute des Jin occidentaux et deviendra empereur des Jin orientaux en 318. Il aurait ensuite occupé à partir de 326 divers postes mineurs dans l’administration du premier ministre Wang Dao (276-339). 
En 331, il aurait demandé à être muté dans l’actuel Viêt Nam dans le but d’y recueillir des matériaux pour ses expériences, mais fut retenu en route, en même temps que ses fils et neveux qui l'accompagnaient, par Deng Yue, préfet de Guangzhou. Il prit de nouveau résidence sur les monts Luofu où il resta jusqu’à sa mort en 343, ayant refusé les postes proposés par Deng Yue. La légende prétend qu’il devint immortel, laissant derrière lui un cadavre léger comme une enveloppe vide.

## LeBaopuzi

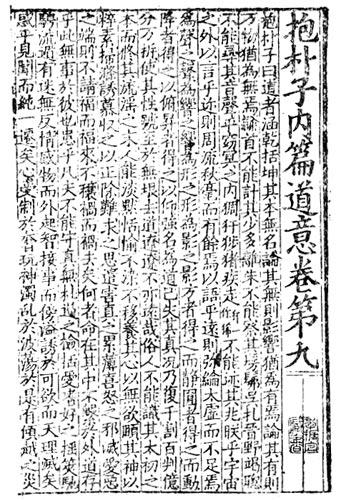
Fragment du Neipian

Nommé d’après le surnom que s’était donné l’auteur, il adopte la forme de l’argumentation contre un contradicteur imaginaire et comprend deux parties qui ont circulé indépendamment jusqu'au XIVe siècle : 
- le Neipian[12] ou ouvrage ésotérique en 20 chapitres, qui rassemble les textes sur l’immortalité et ses techniques. Ge Hong y argue en faveur de la possibilité de devenir immortel, sans nécessaire intervention du Ciel. Il expose différentes techniques employées à cet effet : alchimie et pharmacopée naturelle, avec une préférence pour la première, gymnastique, techniques respiratoires, pratiques sexuelles. L’aspect moral n’est pas oublié. En postface se trouve l’autobiographie de l’auteur. Cet ouvrage, qui contient des descriptions détaillées d'expériences et des recettes, est considéré comme une synthèse assez complète des connaissances alchimiques de l'époque. Il a donc pu influencer l'alchimie arabe qui tire une partie de ses sources de la Chine, ainsi que l'alchimie européenne qui en découle[réf. nécessaire].
- Le Waipian[13] ou ouvrage exotérique en 50 chapitres rassemble des textes sur des sujets divers : commentaires sociaux, militaires, politiques et littéraires en particulier. L’ensemble abonde en allusions et citations, preuve d’érudition. Ge Hong y présente l'écriture comme une action vertueuse d'éducation.

Ge Hong préconise l'adoption des pratiques d'entretien du corps yang sheng et d'immortalité pour la vie spirituelle, et de la morale confucéenne pour les relations sociales. il adopte aussi des positions proches des légistes en ce qui concerne le maintien de l'ordre. Il s'agit d'un syncrétisme philosophique qui a dû être assez largement partagé par ceux dans sa position, lettrés attirés par le mysticisme mais jouant un rôle actif dans la société.

## Place dans le taoïsme

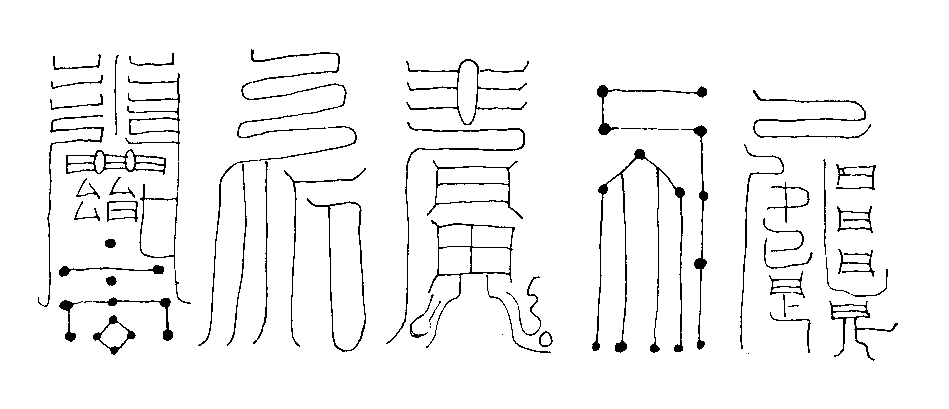
Diagrammes des cinq montagnes sacrées du taoïsme du Baopuzi

Il est impossible de savoir si de son temps Ge Hong était associé à un courant déterminé, pas plus d'ailleurs que pour ses deux maîtres chez qui l'on reconnait diverses influences, ce qui n'a rien d'étonnant compte tenu de leur grande érudition. On sait que Zheng Yin privilégiait le Jindan et possédait des textes qui seront intégrés dans le canon du courant Shangqing. Bao Jing est souvent présenté comme ayant fait la synthèse de l'École des sorciers et de l'École Jin à laquelle se rattache le Traité ésotérique des Trois Augustes Souverains, qui suit le courant Sanhuang. Ge Hong ne semble pas avoir pris de disciples et exerça son importante influence sur le taoïsme grâce à ses écrits et peut-être, de son vivant, son prestige personnel. 
Quoi qu'il en soit, de nombreux taoïstes se réclameront de sa tradition, en particulier les courants alchimiques, mais également Lingbao, fondé par son petit-fils Ge Chaofu. Un culte lui est rendu en tant qu'immortel ; il existe des temples qui lui sont consacrés, par exemple près de Hangzhou au nord du lac de l'Ouest (Xihu). Différents lieux se prétendent site de rédaction du Baopuzi ou de métamorphose de l'auteur.

### Œuvres de Ge Hong
- « Celui qui embrasse la simplicité » (抱朴子, bàopǔ zǐ)
- « Dissection des mystères du bois des rêves » (梦林玄解 / 夢林玄解, mènglín xuánjiě)
- « Biographie des Immortels » (神仙傳, 神仙传, shénxiān zhuàn)
- 肘后 / 肘後救卒方, zhǒu hòu jiù zú fāng

### Traduction de titres
1. ↑  Zhichuan : 稚川 « jeune rivière »
2. ↑  Baopu Zi : 抱朴子 « celui qui embrasse la simplicité »
3. ↑  Biographies des divins immortels : 神仙傳
4. ↑  Petit vieillard immortel : 小仙翁
5. ↑  le vieillard immortel : 葛仙翁
6. ↑  Livre des Jin : 晉書
7. ↑  Jurong : 句容
8. ↑  Danyang : 丹陽
9. ↑  Zheng Yin : 鄭隱
10. ↑  Bao Jing : 鮑靚
11. ↑  Wang Dao : 王導
12. ↑  Neipian : 內篇
13. ↑  Waipian : 外篇
14. ↑  yang sheng : 養生
15. ↑  l'École des sorciers : 巫道
16. ↑  l'École Jin : 帛家道
17. ↑  Traité ésotérique des Trois Augustes Souverains : 三皇內文

### Traductions des œuvres
- Ge Hong La Voie des divins immortels. Les chapitres discursifs du Baopuzi neipian, traduit par Philippe Che, Paris, Gallimard, 1999, coll. « Connaissance de l’Orient ».
- Ge Hong, "L'art de cultiver la vie. traduction du chap. XIII du Baopuzi neipian ", Impressions d'Extrême-Orient, trad. Philippe Che, n° 4, 2014..
- Ge Hong Alchemy, medicine and religion in the China of A.D.320, the Nei P'ien of Ko Hung, traduit par James Ware, M.I.T.Press, 1966/1981 (traduction intégrale du Neipian).

### Études sur Ge Hong
- Joseph Needham, Science and Civilisation in China, vol. V:3, p. 75-113, Cambridge, 1976.
- Isabelle Robinet, Histoire du taoïsme, Cerf, 1991.
- Pierre-Henry de Bruyn, « Un corps en quête d’immortalité : Ge Hong », in Le Taoïsme, Chemins de découverte. Paris : CNRS éditions, coll. « Réseau Asie », 2009.
- Philippe Che, "Les arts de la chambre chez Ge Hong", Impressions d'Extrême-Orient, n° 3, 2013.